# Comitatul York, Virginia
Comitatul York (în engleză York County) este un comitat din statul Virginia, Statele Unite ale Americii.